# هابي غيلمور
هابي غيلمور (بالإنجليزية: Happy Gilmore) هو فيلم كوميدي رياضي صدر في 16 فبرير 1996 الفيلم من إخراج دينيس دوغان ومن كتابة: تيم هيرلي وآدم ساندلر، وبطولة آدم ساندلر، كريستوفر ماكدونالد، جولي بوين.

## القصة
غيلمور لاعب هوكي الجليد يعيش مع جدته يفاجأ بأن منزل جدته الذي تربي فيه محجوز عليه وسيتم بيعه إذا لم يتم تسديد مبلغ كبير من المال. يكتشف غيلمور حينما يحاول لعب الغولف أنه صاحب أقوى ضربة غولف مسجلة على الإطلاق. ينضم غيلمور لمسابقة اتحاد الغولف من أجل الحصول على بعض الأموال، ولكنه يكتشف أنه على الرغم من قوة ضرباته لكنها تفتقر للتقنيات التي تجعله يمكن أن يفوز بالجوائز.

## الممثلون
- آدم ساندلر
- كريستوفر ماكدونالد
- جولي بوين
- بوب باركر

## روابط خارجية
- مقالات تستعمل روابط فنية بلا صلة مع ويكي بيانات